# Instituto Nacional de Estudios Históricos de las Revoluciones de México
El Instituto Nacional de Estudios Históricos de las Revoluciones de México (originalmente denominado Instituto Nacional de Estudios Históricos de la Revolución Mexicana) fue creado por decreto del presidente Adolfo Ruiz Cortines el 29 de agosto de 1953, como un órgano desconcentrado de la Secretaría de Gobernación. Su propósito era el de contribuir a estimular y promover el estudio permanente y la investigación de la Revolución mexicana.
Desde 2016, depende de la Secretaría de Cultura.

## Historia
Mediante Decreto publicado en el Diario Oficial de la Federación del 19 de mayo de 2006, se amplió su objeto de estudio a las revoluciones que han definido la historia nacional. A saber, la Independencia, la Reforma liberal y la Revolución mexicana. Derivado de lo anterior, lleva su actual nombre: Instituto Nacional de Estudios Históricos de las Revoluciones de México (INEHRM). Cuenta con la Biblioteca de las Revoluciones de México, misma que actualmente posee más de 86 mil ejemplares entre libros, folletos y publicaciones periódicas.
Su objetivo es desarrollar y colaborar en la investigación, estudio y difusión de la historia de las grandes transformaciones políticas, económicas, sociales y culturales generadas por las revoluciones de México: Independencia, Reforma liberal y Revolución mexicana.
El Decreto de 2006 también amplía las atribuciones del INEHRM, entre las que destacan:
- Elaborar y publicar trabajos de investigación sobre las principales transformaciones históricas de México.
- Adquirir y difundir materiales bibliográficos, documentales, fotográficos, visuales o sonoros sobre dichas transformaciones.
- Otorgar distinciones y estímulos a quienes se distingan en el conocimiento histórico de las Revoluciones de México.
- Fungir como órgano de consulta en los estudios, publicaciones y celebraciones de carácter oficial relacionados con la historia de las grandes transformaciones históricas nacionales.

Por un acuerdo publicado en el Diario Oficial de la Federación el 11 de marzo de 2009, el INEHRM quedó a cargo de la coordinación ejecutiva de los programas y calendarios que en su momento acordó la Comisión Organizadora de la Conmemoración del Bicentenario del inicio del movimiento de Independencia Nacional y del Centenario del inicio de la Revolución Mexicana.
De conformidad con el Decreto publicado en el Diario Oficial de la Federación el 1 de julio de 2010, el INEHRM se convirtió en un órgano desconcentrado de la Secretaría de Educación Pública.
El 5 de febrero de 2013, los Poderes de la Unión suscribieron el Acuerdo para crear el Comité para la Conmemoración del Centenario de la Constitución Política de los Estados Unidos Mexicanos. Se confirió la responsabilidad de Secretaria Técnica a la directora general del INEHRM.
A partir de la creación de la Secretaría de Cultura del Gobierno de la República, mediante Decreto publicado en el Diario Oficial de la Federación el 17 de diciembre de 2015, el INEHRM pasó a ser un órgano desconcentrado de esta nueva Secretaría.

### Edificio sede
Después de que la Secretaría de Gobernación adquirió y restauró "La Casa de los Dos Patios," la nueva sede del INEHRM fue inaugurada el 6 de mayo de 1994. El inmueble fue construido a finales del siglo XIX para servir como casa de verano del filántropo Francisco de Urquiaga, propietario del Colegio de Nuestra Señora del Carmen y Señor San José, una institución de beneficencia privada ubicada también en San Ángel. Su estilo arquitectónico, neoclásico, de influencias francesa y estadounidense, corresponde a la época porfiriana.
En el sótano de "La Casa de los Dos Patios" existe un túnel, hoy clausurado, supuestamente construido por los dominicos y continuado por los carmelitas. Según las leyendas, comunicaba con la actual plaza de San Jacinto, así como con otras residencias de la zona. También se cuenta que allí tuvo su guarida el bandido Jesús Arriaga, más conocido como Chucho el Roto, por eso también se le conoce como "La Casa de Chucho el Roto" .
La casa sirvió asimismo como almacén, establo y comercio. Su nombre actual se debe a que fue dividida en dos vecindades, una en el patio mayor, originalmente un jardín rodeado por las habitaciones principales, la segunda en el de carruajes, donde se encontraban los dormitorios del servicio y las caballerizas. Hoy día, el área principal de "La Casa de los Dos Patios" es ocupada por la Biblioteca de las Revoluciones de México y en el patio principal se encuentran exposiciones sobre distintos temas de la historia de las Revoluciones de México, así como se llevan a cabo distintas actividades académicas como cursos, conferencias, foros, cine club, talleres de lectura y talleres para niños.

### Directores
Desde la fundación del INHERM hasta julio de 1999, el titular del Instituto se denominó Vocal Ejecutivo y, posteriormente, Director del INHERM.
| Directores                    | Periodo     |
| ----------------------------- | ----------- |
| Salvador Azuela               | 1953 - 1983 |
| Fernando Pérez Correa         | 1983 - 1984 |
| Juan Rebolledo Gout           | 1984 - 1987 |
| José Luis Barros Horcasitas   | 1987 - 1989 |
| Guadalupe Rivera Marín        | 1989 - 1998 |
| Jaime Bailón Corres           | 1999 - 2001 |
| Francisco Valdés Ugalde       | 2001        |
| Javier Garciadiego            | 2001 - 2005 |
| Pablo Serrano Álvarez         | 2005 - 2008 |
| José Manuel Villalpando César | 2008 - 2012 |
| Patricia Galeana              | 2013 - 2018 |
| Pedro Salmerón Sanginés       | 2018 - 2019 |
| Felipe Arturo Ávila Espinosa  | 2019 -      |

## Objetivo
Contribuir en la investigación, estudio y difusión de la historia de las grandes transformaciones políticas, económicas, sociales y culturales, generadas por las revoluciones que han definido la historia nacional; así como coadyuvar la formación de especialistas en la historia de México, y contribuir al rescate y conservación de materiales documentales, bibliográficos y gráficos sobre dichas transformaciones, para difundirlos entre la sociedad mexicana.

## Misión
Promover y divulgar la historia de México mediante edición de libros; foros académicos, ciclos de conferencias; presentación de publicaciones; cursos abiertos a todo público; consultoría pública y privada; promoción y difusión en exposiciones, medios electrónicos, radio, televisión e internet; participación en ceremonias cívicas oficiales; premios, becas y reconocimientos; y el rescate y conservación de materiales documentales, bibliográficos y gráficos.

## Visión
Colaborar en la investigación, estudio, promoción, consultoría y divulgación de la historia de México mediante el conocimiento de los grandes periodos como la Independencia, la Reforma liberal, la Revolución y los procesos de transición política del siglo XX.